# Joop Overdijk
Joop Overdijk (1 juli 1907 - Purmerend, 28 mei 2001) was een Nederlandse atleet, die gespecialiseerd was in de lange afstand. Hij werd viermaal Nederlands kampioen marathon en driemaal Nederlands kampioen op de 25 km.
In 1949 werd Overdijk door de Atletiekunie uitgeroepen tot atleet van het jaar.
Hij trainde in Amsterdam bij AAC.

## Nederlandse kampioenschappen
| Onderdeel | Jaar                   |
| --------- | ---------------------- |
| marathon  | 1947, 1948, 1949, 1951 |
| 25 km     | 1947, 1948, 1949       |

## Persoonlijke records
| Onderdeel | Prestatie         | Datum             | Plaats    |
| --------- | ----------------- | ----------------- | --------- |
| 25 km     | 1:28.48,4 (ex-NR) | 2 oktober 1949    | Amsterdam |
| marathon  | 2:42.00           | 23 september 1951 | Wetzlar   |

## Onderscheidingen
- KNAU-beker - 1949

## Palmares

### 25 km
- 1947:  NK - 1:35.14
- 1948:  NK - 1:30.56
- 1949:  NK - 1:29.02

### marathon
- 1947:  NK in Enschede - 2:53.59 (5e overall)
- 1947: 10e marathon van Kosice - 2:53.03
- 1948:  NK in Hilversum - 2:46.37,8 (1e overall)
- 1948: 14e marathon van Kosice - 2:51.14
- 1949:  NK in Enschede - 2:32.02 (5e overall)
- 1951:  NK in Schoondijke - 2:43.42
- 1951:  marathon van Wetzlar - 2:42.00
- 1953:  NK in Enschede - 2:43.34 (8e overall)